# ليو روجاس
ليو روجاس (بالإسبانية: Juan Leonardo Santillian Rojas)‏ هو موسيقي إكوادوري، وفنان عالمي، ولد في 18 أكتوبر 1984 في الإكوادور.

## وصلات خارجية
- ليو روجاس على موقع ميوزك برينز (الإنجليزية)
- ليو روجاس على موقع أول ميوزيك (الإنجليزية)